# Ghiandola endocrina
Una ghiandola endocrina  è una ghiandola di origine epiteliale che secerne ormoni. L'insieme di ghiandole e cellule endocrine costituiscono il sistema endocrino. Queste ghiandole sono prive del dotto escretore e quindi versano gli ormoni direttamente nel sangue e, attraverso questo, raggiungono tutti gli organi e i tessuti.
Le ghiandole del sistema endocrino vengono suddivise in due gruppi:

## Ghiandole a struttura epiteliale
- Ipofisi: si trova attaccata all'ipotalamo e si divide in due lobi, secernenti ormoni diversi. 
  - Il lobo anteriore produce: l'ormone somatotropo (GH) che controlla la crescita; la prolattina (PRL) che controlla lo sviluppo del seno e induce la produzione del latte; gli ormoni luteinizzante (LH) che contribuisce al controllo delle gonadi sia maschili che femminili; la tireotropina (TSH) stimola la tiroide a produrre diversi ormoni tra i quali la tiroxina, indispensabile al controllo del metabolismo. Infine produce l'ormone adrenocorticotropo che regola l'attività della corteccia surrenale.
  - La parte posteriore dell'ipofisi secerne l'ormone antidiuretico (vasopressina) che controlla l'equilibrio idrico dell'organismo.
- Tiroide: è situata nella parte frontale del collo e produce due importanti ormoni, la tiroxina e la triiodotironina, che controllano il metabolismo del corpo umano e anche la respirazione, il battito cardiaco, la temperatura corporea, lo sviluppo del sistema nervoso centrale e l’accrescimento corporeo.
- Paratiroidi: sono quattro piccole ghiandole poste dietro alla tiroide che secernono il paratormone, deputato al metabolismo specifico del calcio e del fosforo.
- Ghiandole surrenali: si trovano al di sopra dei reni e agiscono sul sistema neurovegetativo con l'adrenalina e la noradrenalina; come funzione regolano il metabolismo del sodio e del potassio, il bilancio idrico e il metabolismo delle proteine e dei carboidrati.
- Ghiandola pineale (o epifisi): è una ghiandola endocrina del cervello dei vertebrati. Essa sporge all'estremità posteriore del terzo ventricolo cerebrale e appartiene all'epitalamo. Le sue cellule, dette pinealociti, producono la melatonina che regola il ritmo circadiano sonno-veglia, reagendo alla poca luce.

## Altri organi con attività endocrina
- Pancreas: regola il metabolismo del glucosio grazie all'insulina e al glucagone, essi sono prodotti entrambi da gruppi di cellule denominate isole di Langerhans.
- Gonadi: le ovaie, attraverso gli ormoni estrogeni sviluppano i caratteri sessuali primari e secondari e regolano le funzioni sessuali; prodotto dalle cellule del corpo luteo è il progesterone che prepara l'utero alla gravidanza. I testicoli nell'uomo secernono il testosterone che controlla i caratteri sessuali secondari e stimola la crescita delle ossa e dei muscoli.
- Rene: anche il rene svolge un'attività endocrina. Esso produce la renina, un enzima che promuove la liberazione di aldosterone, che a sua volta (l'aldosterone) promuove il riassorbimento di acqua nei tubuli distali con un conseguente aumento della pressione arteriosa. Inoltre, il rene è coinvolto nella sintesi dell'Eritropoietina (Epo) ed anche nella sintesi della vitamina D3 (1,25-idrossicolecalciferolo) attraverso l'enzima alfa-25-idrossilasi, che converte il 25-idrossi-vitamina D (epatica) in due metaboliti: la D3 (appena citata) e la 24,25-idrossi-vitamina D, una molecola non biologicamente attiva.
- Timo: si trova dietro lo sterno, nella parte superiore del torace e svolge un ruolo nella risposta immunitaria, trasformando i linfociti in linfociti T.
- Milza: è situata nella cavità addominale e durante la vita fetale partecipa alla funzione di formazione dei globuli rossi.

| Controllo di autorità | Thesaurus BNCF 4831 · LCCN (EN) sh85043060 · GND (DE) 4113433-3 · BNF (FR) cb11965263r (data) · J9U (EN, HE) 987007543213905171 |